# Os Verdes Anos
Os Verdes Anos é um filme dramático português de 1963, a primeira longa-metragem realizada por Paulo Rocha e escrita em parceria com Nuno Bragança. É protagonizado por Rui Gomes, no papel de Júlio um jovem que se muda para Lisboa, tentar a sorte como sapateiro, e onde desenvolve um amor ciumento por Ilda (interpretada por Isabel Ruth), uma empregada doméstica. Os Verdes Anos foi produzido por António da Cunha Telles com banda sonora de Carlos Paredes.
É considerado um dos filmes fundadores do movimento português chamado Novo Cinema, juntamente com os filmes Dom Roberto (1962) de José Ernesto de Sousa e Belarmino (1964) de Fernando Lopes. Estreou-se comercialmente em Portugal a 29 de novembro de 1963.

## Sinopse
Júlio, de dezanove anos, desloca-se da província para Lisboa, para viver com o tio e tentar a sua sorte. Procura ganhar a vida como ajudante de sapateiro. No dia da chegada, um acaso leva-o a conhecer Ilda, uma alegre jovem da sua idade, empregada doméstica numa casa próxima da oficina onde Júlio trabalha. Tal como Júlio, Ilda vive na esperança de um futuro melhor. A amizade entre ambos depressa se transforma num amor desmedido.
O jovem provinciano sente-se num ambiente estranho e hostil, incapaz de encontrar seu caminho na sociedade moderna. Não se conseguindo enquadrar neste ambiente, procura conforto na ideia segura do casamento, que Ilda recusa. Sucedem-se outras peripécias que o perturbam. A cidade inquieta-o e torna-se incapaz de lidar com a rejeição da namorada. A relação com Ilda é atormentada pela desconfiança e deceção e a jovem decide romper o namoro. Num momento de cólera, impulsivo, Júlio acaba por matá-la.

## Ficha artística
- Rui Gomes, como Júlio.
- Isabel Ruth, como Ilda.[7]
- Ruy Furtado, como Raúl.
- Paulo Renato, como Afonso.
- Cândida Lacerda, como Patroa.
- Carlos José Teixeira, como Patrão.
- Irene Dine, como Prima.
- Harry Wheeland, como Americano bêbedo.

### Elenco adicional
- Óscar Acúrcio
- Carlos Jesus Afonso
- Manuel Bento
- Olga Campos
- Julio Cleto
- Victor Dias
- Henriqueta Domingues
- Raul Dubini
- Alberto Ghira
- Maria Helena
- Elisa Maria
- Manuel de Oliveira[8]
- Manuel Reis
- Carlos Rodrigues
- Carlos Alberto dos Santos
- Rosa María Vázquez
- José Vítor

## Equipa técnica
- Realizador: Paulo Rocha
- Argumento: Nuno Bragança, Paulo Rocha
- Assistentes de realização: Fernando Matos Silva, António Vilela, Olavo Rasquinho
- Produtor executivo: António da Cunha Telles
- Assistente de produção: António Carvalho da Costa
- Diretor de fotografia: Luc Mirot[9]
- Operador de câmara: Elso Roque
- Assistente de imagem: Eduardo Ferros
- Guarda-roupa: Rafael Calado (figurinista), Alda Cruz
- Caracterização: Manuel Fernandes
- Cabeleireiro: Casimiro
- Montagem: Margarethe Mangs
- Assistentes de montagem: Emília de Oliveira, Isabel Marques, Noémia Delgado

## Produção
Os Verdes Anos é uma produção portuguesa, o primeiro filme das produções Cunha Telles. Com uma duração total de 91 minutos, o negativo original de 35 mm é a preto e branco.

### Desenvolvimento
O produtor António da Cunha Telles iniciara a sua atividade com a co-produção do filme de Pierre Kast, Vacances Portugaises, que em 1962 trouxe a Lisboa atores como Catherine Deneuve. Com a equipa técnica deste filme, formaram profissionais portugueses do curso de Telles (Estúdio Universitário de Cinema Experimental, da Mocidade Portuguesa). Foi-se desenvolvendo uma equipa, de realizadores a atores, de conceções de produção a conceções de argumento, que marcava um corte com o cinema português da altura.
Paulo Rocha era, por essa altura, relativamente marginal nesta comunidade. Fervoroso admirador de dois filmes de Jean Renoir, Le Fleuve e Le Carosse d'or, que finalmente o convenceram a fazer cinema, tornou-se seu assistente de direção em Le Caporal épinglé, em 1962. Foi a propósito desta experiência em Paris que conhece o produtor Cunha Telles. Em 1963, Rocha regressa a Portugal onde secunda Manoel de Oliveira na docuficção Ato da Primavera. Depois desta experiência decidiu passar à realização e começou a escrever o argumento de Os Verdes Anos. A ideia do argumento surgiu após a leitura de uma notícia sobre um crime: um jovem sapateiro havia assassinado a namorada perto do local onde vivia. Apesar de desperta o seu interesse, Paulo Rocha queria sobretudo partir de uma história da iniciação de dois jovens provincianos aos problemas da cidade e do amor, para reflectir sobre as angústias e as frustrações de um país em plena ditadura. Nas suas palavras, "É um assunto que está muito perto da minha experiência pessoal. Com efeito também eu fui obrigado a vir viver para Lisboa. Os Verdes Anos nasceu de um duplo projeto: o fascínio que certas zonas mais modernas da cidade exerciam sobre mim, vivendo perto de zonas rurais em vias de urbanização (...) e a necessidade interior de resolver um problema muito popular - o crime passional, realidade quotidiana dos jornais." Para a fase inicial do projeto, Rocha colaborou com o escritor Nuno Bragança, que adaptou o argumento e escreveu os diálogos, e o poeta Pedro Tamen, autor da letra da canção leitmotiv do filme, musicada por Carlos Paredes.

### Rodagem
As filmagens Os Verdes Anos decorreram entre os meses de abril e maio de 1963, em Lisboa (particularmente nas freguesias de Alvalade e Benfica). Tornou-se mítica do novo cinema português a zona de rodagem desta longa-metragem, em torno do Café-Restaurante Vává, no rés-de-chão do prédio onde Rocha vivia, com a sua população e os seus hábitos característicos dos anos 60.

### Restauração
Paulo Rocha teve a iniciativa de levar a cabo e supervisionar o restauro digital de Os Verdes Anos com a Cinemateca Portuguesa - Museu do Cinema. A nova matriz digital de imagem de resolução 2K foi obtida por transcrição do negativo de imagem de 35mm. Foram enxertados alguns planos que haviam sido cortados por motivo de censura, neste caso obtidos numa cópia de 16mm tirada originalmente por iniciativa do Realizador para divulgação no Japão. O som foi restaurado digitalmente por Nuno Carvalho, tomando como referência a mistura final do negativo de som ótico mas recuperando também bandas magnéticas parciais. Após o falecimento de Rocha em 2012, as várias etapas do restauro tiveram supervisão do realizador Pedro Costa. A versão restaurada foi distribuída pela Midas Filmes e, internacionalmente, pela Grasshopper Film.

## Temas e estética
Os Verdes Anos tem o mérito de ser um documento sobre Lisboa do princípio dos anos 60, o seu provincianismo, o desespero e a sufocação de uma geração jovem. Retrata o processo de desterritorialização / reterritorialização. É uma obra de mocidade, um filme confessional, contado com pudor, demonstrando o choque entre a aldeia pura e a cidade corrupta, ou o choque entre o fim da adolescência e a entrada no tempo adulto. Deste ponto de vista, sendo de facto um filme inovador pela sua linguagem, Os Verdes Anos não escapa à influência do neo-realismo italiano, quer pelo tema (a inadaptação social num ambiente repressivo) quer pelo tipo em que os personagens encaixam (o povo: o sapateiro provinciano e a criada de servir de uma família da burguesia lisboeta). Ainda assim, não deixa de ser uma obra singular, influenciada também pela Nouvelle Vague francesa, entre estilização e naturalismo. Rocha expressa, a partir deste primeiro filme não só o espírito dos anos sessenta, mas este seu gosto pelas colagens entre diferentes géneros e materiais.
Rocha evitou a retórica e serviu-se de uma história simples, retirando-lhe qualquer convenção do melodrama. Os Verdes Anos é o primeiro filme português a articular coerentemente o fundo visual e romanesco que se insinuara em algumas das obras clássicas portuguesas, mas também introduz um distanciamento literário no cerne da história. Paulo Rocha explora diversas camadas textuais para compor um filme que não quer impor uma leitura, mas potenciar interpretações possíveis. A sequência do baile, em que os protagonistas dançam e dialogam em torno do poema de Pedro Tamen é exemplo de como uma narrativa com pontas soltas pretende convocar a liberdade crítica do espetador, tal como fazia o cinema moderno.
Um dos aspetos mais comentados da longa-metragem é o foco na arquitetura. Desde logo, os protagonistas, apesar da mesma origem social, estão separados pela arquitetura e, consequentemente, pelo comportamento. Enquanto Júlio se movimenta nas caves da sapataria, Ilda situa-se no nível médio do espaço urbano. O realizador filma também as paisagens desoladas de uma Lisboa em construção, entre dois espaços aparentemente contraditórios. Por um lado, existe uma Lisboa urbana, dos túneis do Metro à Cidade Universitária, dos edifícios de habitação coletiva modernistas aos cafés e lojas daquele tempo, como a famosa Loja Rampa projetada por Francisco da Conceição Silva no Chiado, e ainda os novos bairros nas Avenidas Novas, onde trabalham os dois personagens principais. Por outro, há ainda uma Lisboa rural, onde Júlio vive com o tio, lugar já ameaçado pelo crescimento da cidade, nomeadamente do bairro de Alvalade. A dicotomia entre rural e urbano é representada logo nos primeiros planos do filme, numa panorâmica de uma paisagem campestre com Lisboa em fundo: quando terminam os créditos iniciais a câmara completa um movimento vertical mostrando primeiro um terreno arado, acabando por revelar a presença próxima de modernos edifícios de habitação. Esta introdução é representativa do conflito do argumento: a incapacidade de um provinciano se adaptar à vida na cidade. Os Verdes Anos é o filme que pela primeira vez revela o mundo da frustração, que mais tarde Manoel de Oliveira assumiria expressamente, pela visão de Lisboa como um espaço claustrofóbico, sem saídas e um retrato de um país, mais do que de um regime político, que não oferece um futuro aos seus habitantes.
Rocha estabelece ainda uma dicotomia entre duas formas de ver a cidade: uma Lisboa contemporânea, diurna, onde a maior parte da ação decorre; e uma Lisboa antiga, noturna, onde alguma liberdade é permitida e que marca a viragem dramática na personagem de Júlio. A disposição arquitetónica e a sequência noturna fatal que encerra Os Verdes Anos podem ver-se como uma homenagem a Fritz Lang. Esta sequência final é constituída por dois movimentos bruscos: em primeiro lugar, a subida rápida de Júlio a casa dos patrões de Ilda; em segundo lugar, após o crime, a descida abrupta pelas escadas; até os três planos finais, na qual se desenha a figura de pirâmide: a hierarquia da ordem humana e divina.

### Inauguração doNovo cinema
As opiniões divergem sobre que filme, Dom Roberto (1962) de José Ernesto de Sousa, Pássaros de Asas Cortadas (1963) de Artur Ramos ou Os Verdes Anos, é o primeiro da nova vaga portuguesa. Por exemplo, alguns críticos e historiadores de cinema em Portugal entendem que Dom Roberto é mais velho que novo, obra vinculada ao estilo neo-realista, apesar de muitas características do filme apresentarem marcas evidentes da influência da Nouvelle Vague francesa, o movimento de vanguarda que inspirou o novo cinema. Ainda assim, a novidade maior que estes filmes encarnam é o facto de ambos terem despertado a atenção de comentadores e críticos estrangeiros para a existência em Portugal de um cinema jovem que fugia ao cânones dos filmes convencionais que o Estado Novo promovia. Ernesto de Sousa recebeu um prémio em Cannes no ano em que estreou o seu filme e Paulo Rocha teve prémios também em outros festivais europeus.
Os Verdes Anos marca a estreia de um realizador, a entrada em cena de um novo produtor, de novos técnicos, de novos actores, para além da novidade que representam os diálogos de Nuno de Bragança ou a música de Carlos Paredes. De facto, António da Cunha Telles lança-se na produção de cinema de modo corajoso e assim se torna um exemplo que outros seguirão na promoção e defesa de um cinema virado para o futuro. Cunha Telles desenvolveu uma estratégia de produção que visava a continuidade, tendo não só reunido cineastas disponíveis física e teoricamente (como Paulo Rocha, Fernando Lopes, José Fonseca e Costa e António de Macedo), como igualmente dotara quadros técnicos formados pelo 1º Curso de Cinema do Estúdio Universitário de Cinema Experimental, nos domínios da fotografia, som e montagem.
Atribuir "novo" a Os Verdes Anos, quer dizer mais do que esta simples circunstância da estreia. Marca o início de uma nova conceção de prática cinematográfica em Portugal, desde os processos de produção até a uma compreensão de mise-en-scène. O filme vale pelo retrato dos ambientes citadinos da época, pela sobriedade e agilidade narrativa, pela ligeireza dos diálogos e sobretudo pela carga poética que a música de Carlos Paredes lhe imprime. Vale também como ilustração dos locais frequentados pelo grupo de cineastas do novo cinema: as redondezas do café Vává, nas imediações da Avenida de Roma. Depois de o cinema português se distanciar cada vez mais da realidade quotidiana dos portugueses desde finais dos anos 40, esta foi a primeira vez que um filme se harmonizava com a realidade do país. A mudança não se dava somente a nível temático, mas também fílmico, pela atenção aos movimentos de câmara, à realidade plástica dos planos e aos tempos.
A nova visão da câmara, que mostra os movimentos e visuais exactos, mais a velocidade especial do corte e as tomadas realistas e tridimensionais também diferenciaram tecnicamente o filme de trabalhos anteriores no cinema português. Depois de o cinema português se distanciar cada vez mais da realidade quotidiana dos portugueses desde finais dos anos 1940, esta foi a primeira vez que um cinema se harmonizou com a realidade do país. Ainda que Acto da Primavera de Manoel de Oliveira (filmado desde 1959 e distribuído em 1963) seja considerado um precursor, a crítica internacional vê Os Verdes Anos como a primeira obra do novo filme português, o Novo Cinema.

## Banda sonora
Toda a Direção musical de Os Verdes Anos é da responsabilidade de Carlos Paredes, na sua primeira composição para cinema. O compositor de Coimbra procurou usar a música da guitarra portuguesa como instrumento popular urbano que colocasse em evidência o cenário lisboeta do filme. Para além de Paredes na guitarra portuguesa, os temas são interpretados por Fernando Alvim na viola acústica. Esta colaboração culminou num álbum de fado, lançado em vinil 7''pela Alvorada em 1963, com um arranjo dividido em quatro partes, correspondentes a divisões do argumento. 
Segue-se a lista dos temas produzidos para o EP intitulado Guitarradas sob o tema do filme "Verdes anos":
Lado A
| N.º            | Título                  | Compositor(es) | Duração |  |
| 1.             | "Despertar" (Variações) | Carlos Paredes | 3:53    |  |
| 2.             | "Raíz" (Dança)          | Paredes        | 1:20    |  |
| Duração total: | Duração total:          | Duração total: | 5:17    |  |

Lado B
| N.º            | Título                   | Compositor(es) | Duração |  |
| 1.             | "Acção" (Prelúdio)       | Paredes        | 1:37    |  |
| 2.             | "Frustração" (Variações) | Paredes        | 2:46    |  |
| Duração total: | Duração total:           | Duração total: | 4:23    |  |

O filme é atravessado por esta canção-tema de Carlos Paredes que ficaria célebre. A obra apresenta uma outra versão da mesma, interpretada pela cantora Teresa Paula Brito sobre um poema de Pedro Tamen, colaborador ativo do Centro Cultural de Cinema, escrito propositadamente para Os Verdes Anos.
Era o amor
que chegava e partia:
estarmos os dois
era um calor
que arrefecia
sem antes nem depois…
Era um segredo
sem ninguém para ouvir:
eram enganos
e era um medo,
a morte a rir
nos nossos verdes anos…

♦ Teus olhos não eram paz,
não eram consolação.
O amor que o tempo traz
o tempo o leva na mão.

♦ Foi o tempo que secou
a flor que ainda não era.
Como o Outono chegou
no lugar da Primavera!

No nosso sangue corria
um vento de sermos sós.
Nascia a noite e era dia,
e o dia acabava em nós…

♦ O que em nós mal começava
não teve nome de vida:
era um beijo que se dava
numa boca já perdida.

## Distribuição
Distribuído pela Vitória Filme, Os Verdes Anos estreou comercialmente em Portugal a 29 de novembro de 1963, nos cinemas São Luís e Alvalade. A sua primeira exibição na Cinemateca Portuguesa decorreu em 1980, a propósito da Mostra Panorama do Cinema Português.
A versão restaurada de Os Verdes Anos foi estreada a 14 de maio de 2015, juntamente com Mudar de Vida, a segunda longa-metragem de Rocha. A restauração de ambos filmes foi editada em DVD e distribuída pela Midas Filmes em formato Widescreen 1.78:1 anamórfico 16:9.

### Festivais
O filme fez parte da seleção dos seguintes Festivais internacionais de cinema:
- Festival Internacional de Cinema de Locarno (Suíça, 1964).[38]
- Festival de Acapulco (México, 1965).[39][39]
- Semana Internacional de Cine de Valladolid (Espanha, 1965).
- Portuguese Cinema Festival (Japão, 18 de setembro de 2010).
- Porto/Post/Doc - Film & Media Festival (Portugal, 27 de maio de 2015).[13]
- 21º Festival Internacional de Cinema Independente de Buenos Aires, secção Talent Press (Argentina, abril de 2019).[40]

## Receção

### Receção portuguesa inicial
Aquando a sua estreia, o filme foi visto pelos críticos de cinema como uma acusação ao regime do Estado Novo, desde logo pelo retrato do protagonista, um simpático português, de valores tradicionais que, surpreendido pelo inexorável advento da modernidade, quer regressar para o seu pequeno mundo rural. Para além disto, foram apontadas outras críticas mais indiretas ao regime, pelas compulsões retratadas, tanto a emigração por motivos económicos, como o inevitável serviço militar com a eclosão da guerra colonial portuguesa e a exploração dos trabalhadores modernos (trabalho dominical, por exemplo).
A crítica cinematográfica poortuguesa dos anos 60, dominada pela urgência social e pela ditadura do neorealismo, exigia às obras "uma estrutura verdadeiramente dialética" (expressão da época), focou-se mais no argumento, não tendo compreendido as decisões estéticas. Por isso, caracterizou-se o filme de "mecânico no retrato das relações sociais", e apontaram uma "insuficiência de notação psicológica" das personagens. Em entrevista, Paulo Rocha tentou contrariar estas ideias: "Normalmente estamos habituados a sobrevalorizar a história em relação à mise-en-scène. N'Os Verdes Anos tentou-se ir contra isso. O que mais interessava era a relação entre o décor e o personagem, o tratamento da matéria cinematográfica. Eram as linhas de força, num plano, que lhe davam o seu peso e a sua importância". Apesar do relevo artístico, o filme não foi um sucesso comercial, o que se deveu, em grande parte, a este descrédito crítico e do público, mas também por o vanguardismo encontrar difícil eco num panorama cinematográfico cada vez mais excêntrico em relação à Europa, devido ao desenvolvimento da censura.
Apesar de tudo, música cinematográfica de Carlos Paredes, que tocava sons contemporâneos na guitarra tradicional portuguesa, contribuiu significativamente para o sucesso do filme devido à sua composição sensível e ao mesmo tempo com alma e apresentação clara.

### Crítica contemporânea
Elogiado pela critica nacional e internacional contemporânea, Os Verdes Anos é considerada uma obra-prima do cinema português por críticos e realizadores como Paolo Bernardini, Isabel Medina e Jorge Leitão Ramos. Em 2019, a Filmspot reuniu um júri de 122 profissionais ligados ao cinema português que consideraram Os Verdes Anos o melhor filme português de sempre.
Sandrine Marques (Le Monde) caracterizou a obra enquanto um "filme emblemático do Novo Cinema e um verdadeiro tratado sobre a modernidade". Mariángela Martínez Restrepo, programadora da Talent Press, destaca a sequência do filme em que Raúl passeia com o sobrinho e Ilda por Lisboa: "Eles admiram as formas e texturas do tipo de escultura que chamamos de fachadas, porque não foram feitas por artistas, mas por trabalhadores. Eles fazem parte dos planos do prédio e parte da própria construção. Todos acreditam que pertencem à imaginação do designer, mas são fruto do trabalho do tio". Ariel Schweitzer, historiador de cinema, crítico na revista Cahiers du Cinéma escreveu: "deixei-me imediatamente seduzir pela sua modernidade e pelo seu lirismo. Acima de tudo fiquei impressionado pela forma sensual de descrever a paisagem urbana".
Em Portugal, os críticos também tecem semelhantes elogios à obra. Marcelo Félix (Arte Capital) destaca também essa nova perspetiva que o filme expõe da capital, "suficientemente vasta para assumir a sua impessoalidade e frieza, sem relativizações nostálgicas de aldeia transferida para o bairro." O crítico João Bénard da Costa destaca a interpretação da "incrível Isabel Ruth" e elogia as opções de Paulo Rocha por ter cortado "com o lado queirosaino de que o cinema português foi quase sempre seu herdeiro involuntário, para o ligar a essa tradição fantasmática, em que o fatalismo é o único fio condutor".
Jorge Mourinha (Público) caracterizou a restauração do filme de "pristina", acrescentando que "Os Verdes Anos e Mudar de Vida são obras de estarrecer em qualquer parte do mundo, retratos astutos e atentos de um país intemporal e atávico abertos ao diálogo com o espetador". Filipa Moreno (Sapo magazine) destaca: "O capítulo do som é aquele onde o filme é mais rico. A banda sonora de Os Verdes Anos tem música de Carlos Paredes e a sua guitarra portuguesa melancólica dá o mote à moral deste filme".

### Premiações
Com Os Verdes Anos, as produções Cunha Telles começavam atividade com o pé direito: o filme seria premiado no Locarno Film Festival em 1964 e o nome de Paulo Rocha surgia nas principais revistas de cinema europeias como uma revelação. Esta e outras premiações são apresentadas de seguida:
| Ano  | Premiação              | Categoria                        | Trabalho                                | Resultado              | Ref.   |
| ---- | ---------------------- | -------------------------------- | --------------------------------------- | ---------------------- | ------ |
| 1964 | Festival de Locarno    | Prémio Vela de Prata/Opera Prima | Os Verdes Anos, António da Cunha Telles | Venceu                 | [ 9 ]  |
| 1965 | Festival de Acapulco   | Prémio Cabeza de Palenque        | Os Verdes Anos, António da Cunha Telles | Venceu                 | [ 39 ] |
| 1965 | Festival de Valladolid | Melhor filme                     | Os Verdes Anos, António da Cunha Telles | Menção honrosa do Júri |        |

## Impacto cultural
Esta obra marcou o início do Cinema Novo português e veio a tornar-se uma referência cinematográfica para futuras gerações. Entre cineastas contemporâneos que citaram a influência de Os Verdes Anos estão Pedro Costa, Rita Azevedo Gomes, João Pedro Rodrigues e Joaquim Sapinho. São inúmeros os exemplos de obras posteriores que homenageiam elementos do filme, nomeadamente Xavier (Manuel Mozos, 1992), Três Irmãos (Teresa Villaverde, 1995), ou Arena (João Salaviza, 2009). Obras mais recentes como As Mil e uma Noites de Miguel Gomes são apontadas como um reencontro com este cinema de Paulo Rocha, pela revisita de feridas da identidade portuguesa. De facto, a realizadora Raquel Freire chegou a afirmar que "todos os filmes [da história do cinema português] pós-Paulo Rocha são uma repetição d’Os Verdes Anos". Teresa Villaverde selecionou Os Verdes Anos para a temporada Oh Portugal!  da Tabakalera (International Centre for Contemporary Culture) pelo impacto do mesmo na sua carreira e enquanto fundador de um movimento cinematográfico.
Se Eu Fosse Ladrão... Roubava, o último filme do cineasta Paulo Rocha, parte de memórias familiares e dos seus próprios filmes. No mesmo, o realizador revisita as origens e as referências mais marcantes entre outros, de Os Verdes Anos.

A banda sonora de Carlos Paredes tornou-se uma referência musical.

Também a banda sonora de Carlos Paredes se tornou uma referência, tendo a canção Verdes Anos contado com vários covers, de entre os quais se destacam:
- Em 1968, Teresa Paula Brito fez uma nova gravação de estúdio para o disco Canções para fim de noite.
- Em 1990, Amália Rodrigues gravou Verdes Anos com acompanhamento orquestral, que nunca viria a ser editada em álbum.[53]
- Em 2000, foi editada uma versão para quarteto de cordas do Quarteto Kronos, integrada no álbum Kronos caravan.[54]
- Em 2003, a interpretação do tema feita por Mísia foi incluída no seu álbum Canto, inteiramente dedicado composições de Carlos Paredes.[34]
- Em 2016, a dupla Beatbombers remisturou o tema, cujo sucesso motivou a sua edição com o título Verdes Anos Remix: Part 1 e 2 no álbum de 2019 Bairro da ponte de Stereossauro.[55]

## Literatura
- Jorge Leitão de Ramos: Dicionário do Cinema Português 1962–1988 Editorial Caminho, Lisboa 1989, ISBN 972-21-0446-2
- Alcides Murtinheira / Igor Metzeltin: Geschichte des portugiesischen Kinos Praesens Verlag, Viena 2010, ISBN 978-3-7069-0590-9